# Hlaholský misál
Hlaholský misál (celým originálním názvem Rimskyj misal povelěnijem Svjataho vseljenskaho senma Vatikanskaho druhaho obnovljen i oblastiju Pavla papeža šestaho izdan) je vydání římského misálu v nové církevní slovanštině, které sestavil český teolog Vojtěch Tkadlčík. Práce na něm byly zahájeny už v 50. letech 20. století, v roce 1972 vyšla tzv. zkušební verze (jen pro olomouckou arcidiecézi) a roku 1992 konečná verze s dvaceti mešními formuláři, tištěná paralelně hlaholicí (na levé straně) a latinkou (na pravé straně), jejíž liturgické texty byly schváleny k použití v české i moravské církevní provincii.
Přes svou návaznost na tradici slovanské liturgie se však v praxi neujal, pouze ojediněle se používá tzv. staroslověnské ordinárium zhudebněné Josefem Olejníkem (je zařazeno v rozšířeném vydání jednotného kancionálu pro diecéze moravské církevní provincie pod číslem 584), které na hlaholskou liturgii není striktně vázané.